# 克劳迪娅·布拉斯贝格
克劳迪娅·布拉斯贝格（德語：Claudia Blasberg，1975年2月14日—），德国女子赛艇运动员。她曾代表德国参加2000年和2004年夏季奥林匹克运动会赛艇比赛，获得二枚银牌，均来自女子轻量级双人双桨项目。